# Elon Lindenstrauss

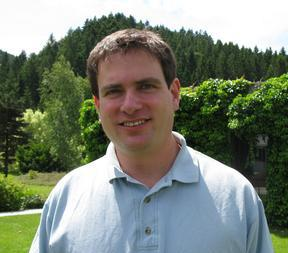
Elon Lindenstrauss, 2009

Elon Lindenstrauss (hebräisch אילון לינדנשטראוס; * 1. August 1970 in Jerusalem) ist ein vielfach ausgezeichneter israelischer Mathematiker.

## Leben
Lindenstrauss ist der Sohn des Mathematikers Joram Lindenstrauss und studierte an der Hebräischen Universität, wo er 1995 seinen Master-Abschluss machte und 1999 bei Benjamin Weiss promovierte (Entropy properties of dynamical systems). Danach war er 1999/2000 am Institute for Advanced Study, 2001 bis 2003 Assistant Professor an der Stanford University, 2003 bis 2005 am Clay Mathematics Institute (deren Long Term Prize Fellow er war) und am Courant Institute of Mathematical Sciences of New York University. Von 2004 bis 2010 war er Professor an der Princeton University. Seit 2008 ist er Professor an der Hebräischen Universität Jerusalem. 2012 wurde er zum ordentlichen Mitglied der Academia Europaea und zum Mitglied der Israelischen Akademie der Wissenschaften gewählt.
Lindenstrauss arbeitet in der Anwendung der Ergodentheorie in der Zahlentheorie und bewies 2006 mit Anatole Katok und Manfred Einsiedler, dass die Vermutung von John Edensor Littlewood über gleichzeitige diophantische Approximation zweier reeller Zahlen, nur für eine Menge von Paaren außerhalb einer Menge von Hausdorff-Dimension null nicht gelten kann. Littlewoods Vermutung (von etwa 1930) lautet: Für jedes Paar reeller Zahlen {\displaystyle \alpha } und {\displaystyle \beta } ist der Limes inferior
{\displaystyle \liminf _{n\to \infty }\ n\,\|n\alpha \|\,\|n\beta \|=0,}
wobei {\displaystyle \|x\|} den Abstand von {\displaystyle x} zur nächsten ganzen Zahl bezeichnet. Sie macht also eine Aussage über die Güte der Approximation zweier reeller Zahlen durch rationale Zahlen mit gleichem Nenner oder geometrisch zur Annäherung von {\displaystyle (n\alpha ,n\beta )\in \mathbb {R} ^{2}} an {\displaystyle \mathbb {Z} ^{2}}. Der Beweis ist auch wegen der verwendeten neuen Methoden von Bedeutung. Außerdem bewies Lindenstrauss die „Quantum Unique Ergodicity Conjecture“ (QUE, von Peter Sarnak, Zeev Rudnick 1991) für arithmetische hyperbolische Flächen (Maaßsche Wellenformen).

## Schriften
- mit Manfred Einsiedler: Diagonal flows on locally homogeneous spaces and number theory. In: Proceedings ICM. Madrid 2006.

## Auszeichnungen
- 2001: Blumenthal Award der American Mathematical Society, zusammen mit Stephen J. Bigelow
- 2003: Salem-Preis
- 2004: EMS-Preis der European Mathematical Society und Invited Speaker auf dem 4. Europäischen Mathematikerkongress (Invariant measures for multiparameter diagonalizable algebraic actions)
- 2008: Michael Bruno Memorial Award der Rothschild „Yad Hanadiv“-Foundation
- 2009: Erdős-Preis der Israel Mathematical Society
- 2009: Fermat-Preis
- 2010: Fields-Medaille